# Ernst Wilhelm Nay
Ernst Wilhelm Nay, född den 11 juni 1902 i Berlin, död den 8 april 1968 i Köln, var en tysk målare och grafiker.

## Biografi
Ernst Wilhelm Nay började som autodidakt men studerade sedan för Karl Hofer vid Berlins konsthögskola åren 1925–1928. Första inspirationskällor var Ernst Ludwig Kirchner och Henri Matisse samt Caspar David Friedrich och Nicolas Poussin. År 1931 erhöll Nay ett niomånaders studiestipendium till Villa Massimo i Rom, där han började måla på ett abstrakt surrealistiskt sätt. 
På rekommendation av Lübecks museichef, Carl Georg Heise, fick Nay ett arbetsstipendium finansierat av Edvard Munch, vilket möjliggjorde för honom att 1937 tillbringa en tid på norska Lofoten. Lofotenbilder representerade en första höjdpunkt i hans produktion. Samma år beslagtogs fyra målningar av honom på museer i Berlin, Hannover och Lübeck i propagandaministeriets förföljelse av så kallad entartete Kunst eller modern konst. Två av dessa verk visades därefter på den beryktade utställningen Entartete Kunst i München. Av riksorganisationen för konstnärer förbjöds Nay även att ställa ut. Han tilläts inte ens att måla eller köpa färdiga färger.
Inkallad i den tyska krigsmakten 1940 följde Nay med infanteriet till Frankrike, där en fransk skulptör ställde sin ateljé till hans förfogande och han kunde måla i hemlighet. I Hekatebilder (1945-1948), med motiv från myter, legender och poesi, arbetade han igenom sina krigs- och efterkrigsupplevelser. 
Med Fugale Bilder (1949-1951) proklamerade Nay en ny början med en eldig palett och komplexare former. År 1950 arrangerade Kestner Gesellschaft Hannover en första retrospektiv utställning av Nays arbete. Året därpå flyttade han till Köln, där han, med Rhythmische Bilder tog det sista steget mot helt icke-föreställande måleri. I dem började han använda färg enbart som figurativa värden. 
Från 1955 målade Nay Scheibenbilder, där runda färgytor organiserar subtila modulationer av utrymme och färg. Dessa utvecklas ytterligare under 1963-1964 i vad som är kända som Augenbilder. 
En första separatutställning i Amerika på Kleeman gallerier, New York, 1955, deltagande i Venedigbiennalen 1956 och Documenta Kassel (1955, 1959 och 1964) är milstolpar för Nays genombrott på den internationella konstscenen. Han har också tilldelats viktiga priser och representeras med verk i nästan alla större utställningar av tysk konst i Tyskland och utomlands.